# Monty Python

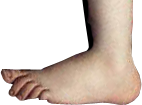
Botticelliho noha ze znělky Létajícího cirkusu

Monty Python [ˌmɒnti ˈpaɪθn] byla britská komediální skupina založená v roce 1969. Jejich první práce, která je zároveň proslavila, byl komediální seriál pro televizní síť BBC nazvaný Monty Python's Flying Circus (Monty Pythonův létající cirkus); vysílal se 4 sezóny v letech 1969–1974, celkem 45 dílů. Skupina natočila také tři (resp. čtyři) celovečerní filmy.
Skupina svým anarchistickým, absurdním a surrealistickým humorem navazovala na britské tradice The Goon Show nebo univerzitního humoru v rámci „Satire Boomu“, jehož byli v 60. letech sami protagonisty. Skupina byla aktivní do počátku 80. let, pak už se scházela jen příležitostně a členové se věnovali sólové kariéře.

## Členové skupiny
V abecedním pořadí, jak bývali uváděni i v titulcích:
- Graham Chapman (1941–1989)
- John Cleese (* 1939)
- Terry Gilliam (* 1940) – výtvarník a autor animovaných skečů, hrál v menší míře než ostatní
- Eric Idle (* 1943) – také skládal písně
- Terry Jones (1942–2020) – později režisér pythonských filmů
- Michael Palin (* 1943)

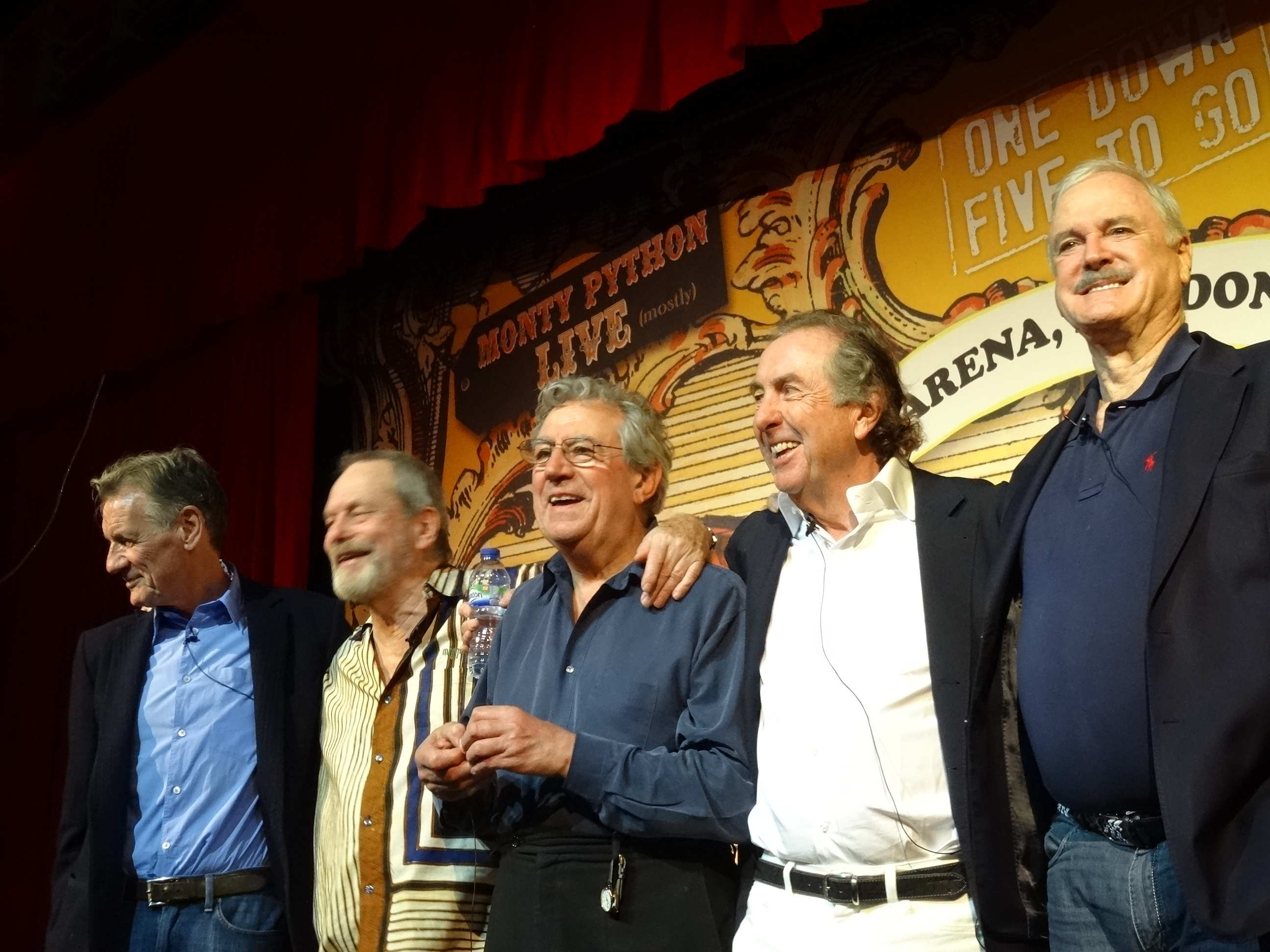
5 členů Monty Pythona na živém vystoupení roku 2014 – zleva Palin, Gilliam, Jones, Idle a Cleese

Většinou spolu psaly scénáře dvojice Cleese–Chapman a Jones–Palin, zatímco Gilliam a Idle tvořili zpravidla sami. Mezi vůbec nejpopulárnější skeče pak zřejmě patří scénky zahrané Cleesem a Palinem („Mrtvý papoušek“, „Ministerstvo švihlé chůze“, „Sýrařství“, „Rybí políčkovaná“).
Za „sedmého Pythona“ byla někdy (především členy skupiny) označována herečka Carol Clevelandová, která často hrála ženské postavy v Létajícím cirkusu i filmech, na rozdíl od členů skupiny disponovaná ztvárnit atraktivní křehké krasavice.
Jako „sedmý Python“ je někdy zván i režisér a producent Létajícího cirkusu Ian MacNaughton, případně humorista Douglas Adams nebo hudebník Neil Innes, kteří se skupinou často spolupracovali a na poslední řadě Cirkusu se i drobně autorsky podíleli.

## Dílo

### Televize
- Monty Pythonův létající cirkus (Monty Python's Flying Circus) (1969–1974)
  - 1. série (1969–1970, 13 dílů)
  - 2. série (1970, 13 dílů)
  - 3. série (1971–1972, odvysílána 1972–1973, 13 dílů)
  - 4. série (1974, 6 dílů) – zde neúčinkoval John Cleese

### Filmy
- A nyní něco úplně jiného (And Now For Something Completely Different) (1971) – výběr skečů z 1. a 2. řady
- Monty Python a Svatý Grál (Monty Python and the Holy Grail) (1974) – režie společně Jones a Gilliam
- Monty Pythonův Život Briana (Monty Python's Life of Brian) (1979) – režie Terry Jones
- Monty Python: Smysl života (The Meaning of Life) (1983) – režie Terry Jones

### Živá vystoupení
- The Secret Policeman's Ball (série benefic pro Amnesty International) (1976–1981)
- Monty Python Live at the Hollywood Bowl (Monty Python živě v Hollywood Bowl) (1982)
- Not the Messiah (He's a Very Naughty Boy) (Copak je to za Mesiáše) (2007)
- Monty Python live (mostly) (2014)

### Odvozená díla
Podle scénáře k filmu Monty Python a Svatý Grál vznikl (za účasti Erica Idlea) roku 2005 muzikál Spamalot. V Česku se hraje v Plzni od roku 2010 a od dubna 2014 i v Liberci. Od roku 2018 se muzikál hraje také na hudební scéně Městského divadla Brno.